# Ali El-Hassani
Pour les articles homonymes, voir Hassani.
Ali Fahmi El-Hassani (arabe : على فهمي الحسني) (né en janvier 1897 au Caire en Égypte et mort en 1976) est un footballeur international égyptien, qui évoluait au poste de milieu de terrain.

## Biographie

### Carrière en sélection
Avec l'équipe d'Égypte, il joue 11 matchs (pour aucun but inscrit) entre 1920 et 1928.
Il figure notamment dans le groupe des sélectionnés lors des Jeux olympiques de 1920, de 1924 et de 1928.

## Palmarès
Mokhtalat
- Coupe du Sultan Hussein : 1920–21, 1921–22
- Coupe d'Égypte : 1921–22, 1931–32
- Championnat de la Ligue du Caire : 1922–23, 1928–29, 1931–32, 1933–34
- Coupe du Roi : 1933–34

Al Ahly
- Coupe du Sultan Hussein : 1924–25, 1925–26, 1926–27, 1930–31
- Coupe d'Égypte : 1924–25, 1925–26, 1926–27, 1929–30, 1930–31
- Championnat de la Ligue du Caire : 1924–25, 1926–27, 1930–31

Al Sekka Al Hadid
- Coupe du Sultan Hussein : 1935–36